# Birwinken
Birwinken es una comuna suiza del cantón de Turgovia situada en el distrito de Weinfelden. Limita al norte con la comuna de Lengwil, al este con Langrickenbach, al sureste con Erlen, al sur con Sulgen, y al oeste con Bürglen y Berg.